# Rusina davisi
Rusina davisi là một loài bướm đêm trong họ Noctuidae.